# Sutyna monstrata
Sutyna monstrata är en fjärilsart som beskrevs av Walker 1857. Sutyna monstrata ingår i släktet Sutyna och familjen nattflyn. Inga underarter finns listade i Catalogue of Life.